# ユー・ノウ・ホワット・トゥ・ドゥ
「ユー・ノウ・ホワット・トゥ・ドゥ」（You Know What To Do）は、ビートルズの楽曲である。作詞作曲はジョージ・ハリスンが手がけた。1964年6月3日にレコーディングが行われたが、1995年に発売された『ザ・ビートルズ・アンソロジー1』に収録されるまで未発表のままとなっていた。

## 背景
世界ツアーが始まる前日である1964年6月3日の朝、写真撮影中にリンゴ・スターが扁桃腺炎と咽頭炎を患い体調を崩した。同日のレコーディングは当初、アルバム『ハード・デイズ・ナイト』の14曲目を制作するために予約されていたが、代役のドラマーとしてジミー・ニコルを呼び寄せてリハーサルを行なうことになったためキャンセルとなった。EMIレコーディング・スタジオのスタジオ2で1時間のリハーサルを行ない6曲を演奏した後、メンバー全員がニコルのドラミングに満足したことから、ニコルは荷物をまとめるために退出した。
同日の夜、スタジオ2で4時間にわたるセッションが行なわれ、3人がそれぞれ書き下ろした楽曲のデモ音源を録音した。ハリスンは「ユー・ノウ・ホワット・トゥ・ドゥ」、ジョン・レノンは次のアルバム『ビートルズ・フォー・セール』のオープニング・トラックとなった「ノー・リプライ」、ポール・マッカートニーは後にシラ・ブラックに提供した「イッツ・フォー・ユー」を録音。この日のセッションのテープは紛失したとされていたが、1993年に再発見された。
ハリスンの作品で初めて録音された楽曲は「ドント・バザー・ミー」（1963年9月録音）で、次は「アイ・ニード・ユー」（1965年2月録音）である。1995年にこの空白期間について質問されたジョージ・マーティンは「ハリスンがしばらく前に書いた楽曲を誰も気に入らなかったことから、落胆していた」と答えている。音楽評論家のリッチー・アンターバーガーは、マーティンの回答について「『ユー・ノウ・ホワット・トゥ・ドゥ』のことを言っている可能性が高い」としている。

## 曲の構成
本作はAメジャーで演奏される。ギターのDコードによるイントロの後、ヴァースはAコードで始まり、「When I see you I just don't know what to say」のフレーズがEコードで終わる。また、ヴァースではDコードも使用されている。音楽学者のドミニク・ペドラーは、「ビートルズのポップ・ソングライティングへの最大の貢献の1つは、シンプルなI-IV-Vシーケンスの親しみやすさと劇的に新しいハーモニーの素材を組み合わせる技術」としたうえで、その例の1つとして本作を挙げている。
ブリッジは、半音階を連続して半音ずつ下げていく手法が特徴となっており、これは「ミッシェル」、「ゴット・トゥ・ゲット・ユー・イントゥ・マイ・ライフ」、「アンド・ユア・バード・キャン・シング」、「マザー・ネイチャーズ・サン」、「クライ・ベイビー・クライ」などの楽曲でも使用された。

## リリース
『ザ・ビートルズ・アンソロジー1』の発売前に、マッカートニーは「今日まで誰も聴いたことのない30年前のジョージ・ハリスンの曲で、聴いてみたいと思う人もいるだろう。ジョージが書いた最高の曲ではないけど、未知の金塊だ。エジプトの小さな壺が発見されたとしても、それが最も偉大なエジプトの壺である必要はない。それがエジプトのものであるという事実だけで十分だ」と語っている。
Ultimate Classic Rockは、ビートルズの公式発表曲227曲の中で、本作を最悪の楽曲として挙げ、「ハリスンがようやく本領を発揮したとき、彼はビートルズのエースとなった。しかし、この初期の楽曲は…当時彼の曲がスルーされていた理由を示している」と評している。

## クレジット
※出典
- ジョージ・ハリスン - ボーカル、エレクトリック・ギター
- ジョン・レノン - タンバリン
- ポール・マッカートニー - ベース